# Bükkzsérc, Borsod-Abaúj-Zemplén
Bükkzsérc este un sat în districtul Mezőkövesd, județul Borsod-Abaúj-Zemplén, Ungaria, având o populație de 997 de locuitori (2011). 

## Demografie
Componența etnică a satului Bükkzsérc
     Maghiari (98,78%)
     Necunoscut (0,41%)
     Alții (0,81%)
Componența confesională a satului Bükkzsérc
     Reformați (49,45%)
     Romano-catolici (32,5%)
     Fără religie (4,21%)
     Necunoscută (13,24%)
     Greco-catolici (0,6%)
     Alte religii (6,72%)
Conform recensământului din 2011, satul Bükkzsérc avea 997 de locuitori. Din punct de vedere etnic, majoritatea locuitorilor (98,78%) erau maghiari. Apartenența etnică nu este cunoscută în cazul a 0,41% din locuitori. Nu există o religie majoritară, locuitorii fiind reformați (49,45%), romano-catolici (32,5%) și persoane fără religie (4,21%). Pentru 13,24% din locuitori nu este cunoscută apartenența confesională.